# 朝永徹一
朝永 徹一（ともなが　てついち、1948年6月30日 - ）は、日本のアートディレクター、グラフィックデザイナー、サインデザイナー。都市計画や大型施設のサイン・ディスプレーのプロデュースを行っている。元女子美術大学短期大学部非常勤講師。

## 経歴
長崎県長崎市に生まれる。
1964年、長崎市立長崎商業高等学校 時代、1年先輩の蛭子能収らと美術部で活動した。1965年、日本宣伝美術会西日本展で準入選となる。
1968年、新宿の歌声喫茶「灯」 で、合唱歌集の楽譜・イラスト等グラフィック面から、舞台装置・照明に至るまで演出を担当する。
1970年、日本万国博覧会においてテーマ館太陽の塔内部の展示計画（ディスプレイ）の一部を、また東京都の世界貿易センタービルのサイン計画を乃村工藝社所属で、それぞれ担当する。1971年に正式に乃村工藝社に入社し、インテリア部所属となる。ここで専門部署もなかった開拓期のサインから総合的なサインのアートディレクターとしての基盤を固めた。以後、乃村工藝社時代に下記の建築物でサイン計画を手がける（いずれも東京都内）。
- ホテルパシフィック東京 - 1971年
- 全国勤労青少年会館中野サンプラザ - 1973年
- 新宿住友ビルディング - 1974年
- サンシャイン60 - 1978年
- ホテルセンチュリーハイアット（現：ハイアットリージェンシー東京）- 1980年

1979年、株式会社テイ・グラバーを設立して代表取締役に就任する。社名は郷里長崎、幕末の日本で活躍した、スコットランド人、トーマス・ブレーク・グラバーの人間性豊かな自邸（グラバー邸：長崎グラバー園内、旧グラバー住宅）の構想に、エンバイロメンタルデザインの源流を観た想いから、命名した。
2013年、『サインの真価―施設に酸素を吹きこみ活性化するデザイン』（六耀社）を監修。　　

## 職歴
- 株式会社乃村工藝社(1971-1981)
- 株式会社テイ・グラバー設立(1979-）
- 女子美術大学短期大学部講師

サインデザイン実技（1981-2001）
環境造形論講義（2002-2013）
- 財団法人余暇開発センター

環境デザイン施設担当委員（1989-1998）

## 主な作品・受賞歴
- 1977年　西武百貨店サイン計画（日本ディスプレイデザイン協会 dd年賞 金賞）[4]
- 1981年　神戸中央市民病院（日本サインデザイン協会 準部門賞）[5]
- 1985年　長崎オランダ村サイン計画（日本サインデザイン協会(SDA)佳作）[6]
- 1986年

長崎バイオパークC.I.計画、サイン計画（日本サインデザイン協会(SDA)準SDA賞）
長崎オランダ村 ウイレムスタッドサイン計画（日本サインデザイン協会(SDA)SDA賞）
- 1987年

長崎オランダ村 ホールンサイン計画（日本サインデザイン協会(SDA)佳作）
ＫＴエクセルビル サイン計画（日本サインデザイン協会(SDA)SDA賞）
柏駅前通り商店街 カリヨンモニュメント（日本ディスプレイデザイン協会(DDA)dda年賞）
- 1988年

プラザ平安サイン計画（日本サインデザイン協会(SDA)佳作）
長崎オランダ村 東京赤坂広告塔サイン計画（電通賞・日本サインデザイン協会(SDA)準SDA賞・日本産業デザイン振興会(JDP)会長賞）
長崎オランダ村 ザーンス・スカンスサイン計画（日本サインデザイン協会(SDA)佳作）
神尾記念病院サイン計画（日本サインデザイン協会(SDA)奨励賞）
- 1989年

スパリゾートハワイアンズC.I.計画、サイン計画（日本サインデザイン協会(SDA)地域賞）
岩鋳キャスティングワークスC.I.計画、サイン計画（日本空間デザイン協会(DSA)優秀賞・日本サインデザイン協会(SDA)奨励賞）
- 1991年

シーバンス ア・モールサイン計画（日本サインデザイン協会(SDA)奨励賞）
シーバンス S館サイン計画（日本サインデザイン協会(SDA)奨励賞）
- 1992年　東京デザインセンターサイン計画（日本サインデザイン協会(SDA)奨励賞）[20][21][22]
- 1994年　新潟県立近代美術館サイン計画［新潟県］（日本サインデザイン協会(SDA)優秀賞）[21][23]
- 2000年　渋谷マークシティサイン計画（日本サインデザイン協会(SDA)奨励賞）[24][25]
- 2012年　京都嵐山温泉 花伝抄 サイン計画（日本サインデザイン協会(SDA)奨励賞）[26]
- 2012年　日本平ホテル サイン計画（日本空間デザイン協会(DSA)空間デザイン賞）[27][28]
- 2016年　御宿 野乃 境港（日本サインデザイン協会(SDA)中国地区日本サインデザイン賞）[29]
- 2017年　いにしえの宿 佳雲 ・お宿 月夜のうさぎ サイン計画（日本サインデザイン協会(SDA)中国地区日本サインデザイン賞[30]

## 著書・監修
- 日本建築学会編『建築設計資料集成』第10集　技術、サイン（共著）、丸善出版、1983年[31]
- 『コミュニケーション＆エンバイロメントデザイン=Communication Environment Design』テイ・グラバー、1971年[32]
- 『サインの真価―施設に酸素を吹きこみ活性化するデザイン』六耀社（監修）、2013年
- [33]『建築東京』、「環境の中でのサイン」執筆、2022年。